# Jacek Bąk (ur. 1973)
Jacek Bąk (ur. 24 marca 1973 w Lublinie) – polski piłkarz, wychowanek Motoru Lublin, w latach 1993–2008 reprezentant Polski, uczestnik turniejów finałowych Mistrzostw Świata w 2002 i w 2006 oraz Mistrzostw Europy w 2008, wielokrotny kapitan kadry narodowej, członek Klubu Wybitnego Reprezentanta.

## Życiorys
Jacek Bąk swoją piłkarską karierę rozpoczynał w Motorze Lublin, gdzie w pierwszym zespole zadebiutował w wieku zaledwie 16 lat, a dwa sezony później stał się podstawowym zawodnikiem drużyny. Następnie przeniósł się do Lecha Poznań, gdzie już w pierwszym sezonie wywalczył tytuł mistrza Polski. Dobre występy Bąka zostały zauważone przez ówczesnego selekcjonera reprezentacji Polski Andrzeja Strejlaua, który 1 lutego 1993 roku dał szansę debiutu młodemu piłkarzowi w meczu z Cyprem (0:0).
W lipcu 1995 roku Olympique Lyon najpierw wypożyczył, a później wykupił polskiego piłkarza. W czołowej drużynie francuskiej ekstraklasy rozegrał 114 meczów i strzelił 4 gole. Był wyróżniającym się obrońcą swojego zespołu i całej Ligue 1. Zimą roku 2002 Bąk przeszedł z Lyonu do RC Lens za (jak się szacuje) kwotę 4 mln. 300 tys. euro. W sierpniu 2005 rozwiązał kontrakt z Lens i przeszedł do wicemistrza ligi katarskiej – Ar-Rajjan SC. W czerwcu 2007 przeszedł do Austrii Wiedeń na zasadzie wolnego transferu, choć wcześniej w mediach pojawiały się informacje, że najprawdopodobniej trafi do Legii Warszawa.
W reprezentacji Polski rozegrał 96 meczów.
24 marca 2007 roku – w dniu swoich 34. urodzin – strzelił gola dla reprezentacji Polski w meczu eliminacyjnym do Mistrzostw Europy 2008 przeciwko Azerbejdżanowi. Był to setny gol strzelony przez reprezentanta Polski w eliminacjach do Mistrzostw Europy.
Jacek Bąk regularnie występował w Polskiej reprezentacji, w której zagrał 96 razy strzelając 3 bramki: z Białorusią (1994, 1:1), z Włochami (2003, 3:1) i z Azerbejdżanem (2007, 5:0). Wystąpił także na Mistrzostwach Świata w Korei i Japonii, Mistrzostwach Świata w Niemczech oraz Mistrzostwach Europy w Austrii i Szwajcarii.
14 lipca 2008 roku poinformował PZPN, że definitywnie kończy karierę reprezentacyjną.
13 maja 2010 roku, po spotkaniu Austrii Wiedeń z SV Ried podjął decyzję o zakończeniu kariery.

## Sukcesy

### Lech Poznań
- Mistrzostwo Polski: 1992/1993[10]

### Olympique Lyon
- Puchar Intertoto UEFA: 1993[11]

### Ar-Rajjan SC
- Puchar Kataru: 2005/2006[12]

### Austria Wiedeń
- Puchar Austrii: 2008/2009[13]

## Życie prywatne
Syn Stanisława Bąka, bramkarza grającego w m.in. w LKS Sokół Łęczna i Motorze Lublin.
Od 2004 posiada także obywatelstwo francuskie. Był żonaty z Anną, ma syna Jacka.
Był jedną z gwiazd wspierających kampanię Wykopmy Rasizm ze Stadionów prowadzoną przez Nigdy Więcej.